# 불가리아 해군

불가리아 해군 국적기

불가리아 해군(불가리아어:  Военноморски сили на Република България 보예노모르스키 실리 나 레푸블리카 벌가리야)은 불가리아의 육군, 공군과 함께 불가리아군을 구성하는 군사 기관 중 하나로서, 영해 방위를 책임지고 있다. 2004년 3월부터 NATO 가입국이 되어, NATO와 함께 작전을 수행하고 있다. 이 나라의 해군은 1899년에 정식 창설되어 오늘에 이르고 있다. 기념일은 8월 9일이다.

## 역사
1899년에 정식 창설되었으며, 발칸 전쟁 때 군함 드러즈키(Drazki)는 오스만 제국 해군과 격전을 치렀다. 제1차 세계 대전, 제2차 세계 대전에도 참전하였다.

## 계급
다음은 해군 계급이다.
- 사관: Офицери
  - 장관: Висши офицери
    - 대장: Адмирал
    - 중장: Вице адмирал
    - 소장: Контра адмирал
    - 준장: комодор

  - 영관장교: Старши офицери
    - 대령: капитан 1-ви ранг
    - 중령: капитан 2-ри ранг
    - 소령: Капитан 3-ти ранг

  - 위관장교: Младши офицери
    - 대위: Капитан-лейтенант
    - 중위: Старши лейтенант
    - 소위: Лейтенант
    - 사관후보생: офицерски кандидат
    - 참고로 불가리아 육/해/공군에는 준위 계급이 없다.
- 부사관: Сержанти
  - 원사: мичман
  - 상사: главен старшина
  - 중사: саршина 1-ва степен
  - 하사: старшина 2-ра степен
- 병: Войнишки
  - 일병: Старши матрос
  - 이병: Матрос (Seaman)

## 역대 해군기

불가리아 해군기 (1991년-2005년)
불가리아 해군기 (1955년-1990년)
불가리아 해군기 (1949년-1955년)
불가리아 해군기 (1879년-1944년)
불가리아 국적기 (1963년-1990년), 비율 1:2
불가리아 국적기 (1955년-1963년), 비율 2:3
불가리아 국적기 (1949년-1955년), 비율 6:7
불가리아 국적기 (1908년-1949년), 비율 1:1

## 참고 문헌
- Jane's Fighting Ships 2011-2012